# Rhys Wakefield
Rhys Wakefield, född 20 november 1988 i Cairns i Queensland, är en australisk skådespelare och filmregissör. Han spelar bland annat rollen som Lucas Holden i den australiska TV-serien Home and Away, Thomas Mollison i filmen The Black Balloon, och Freddy Burns i den tredje säsongen av HBO-serien True Detective. Han började medverka i den förstnämnda serien när han var drygt sexton år gammal, vilket gjorde honom till den näst yngsta skådespelaren i serien. Den skådespelaren som var allra yngst i serien var Indiana Evans.

## Filmografi (i urval)

### Filmer
- 2000 – Bootmen
- 2008 – The Black Balloon
- 2011 – Sanctum
- 2013 – The Purge
- 2014 – Endless Love
- 2017 – You Get Me

### TV-serier
- 2005–2008 – Home and Away (TV-serie)
- 2019 – True Detective (TV-serie)
- 2022 – The First Lady (TV-serie)